# 平井弓子
平井 弓子（ひらい ゆみこ）は、日本の実業家。ハーゲンダッツジャパン株式会社代表取締役社長を務めた。

## 人物・経歴
大阪府出身。大阪府立四条畷高等学校を経て、1982年大阪女子大学（現大阪公立大学）学芸学部卒業、サントリー入社。営業、人事を経て、1999年から情報システム部課長としてシェアードサービスの設立にあたった。
2005年キャリア開発部長。2009年人事部長。2015年サントリーパブリシティサービス代表取締役社長、SPSしまね代表取締役社長。2018年サンリーブ代表取締役社長。2020年ハーゲンダッツジャパン代表取締役社長。